# 樫尾茂
樫尾 茂（かしお しげる、1898年8月16日 - 1986年8月11日）は、日本の経営者。高知県出身。

## 経歴
1912年に久礼田村高等小学校を卒業。自営の農林業、大同印刷での勤務を経て、1957年6月にカシオ計算機設立と同時に社長に就任し、1960年5月には会長に就任。
1986年8月11日心不全のために死去。87歳没。